# Relações entre França e Irã
As relações entre França e Irã são as relações diplomáticas estabelecidas entre a República Francesa e a República Islâmica do Irã. Desde a vitória da Revolução Islâmica no Irã, as relações entre os dois países sofreram muitos altos e baixos, dadas as diferentes variáveis e condições que regem os cenários internacionais e regionais.

## Antecedentes
Depois de viver no exílio na França, Ruhollah Khomeini, um líder da revolução iraniana de 1979, voltou ao Irã a bordo de um voo da Air France em 1 de fevereiro daquele ano. Apesar de Paris ter desfrutado de fortes relações diplomáticas com Teerã sob o ex-líder do país, o Xá Mohammad Reza Pahlavi, os laços entre os dois países começaram a desfalecer com o estabelecimento da República Islâmica do Irã. Isso se deveu em grande parte à decisão do governo francês de apoiar o Iraque durante a guerra contra o Irã, entre 1980 e 1988, assinando diversos acordos de vendas de armas com o então presidente do país, Saddam Hussein. Por volta da mesma época, o Irã exigiu que a França fizesse o reembolso de 1000 milhões de dólares por um contrato nuclear, negociado entre os dois países enquanto Pahlavi ainda estava no poder.
A França se recusou a cooperar com a República Islâmica do Irã. Isto marcou o início de uma década de tensões entre os dois países. Entre 1985 e 1986, Teerã foi acusada de atacar os interesses franceses ao ordenar a tomada de cidadãos franceses como reféns no Líbano, bem como uma série de ataques à bomba em Paris, que custou um total de 13 pessoas mortas e deixou outras 250 feridas.